# Claudio Vandelli
Claudio Vandelli   (Mòdena, 27 de juliol de 1961) és un ciclista italià, ja retirat, que fou professional entre 1985 i 1989. Els seus èxits més importants els va aconseguir com amateur, especialment la medalla d'or als Jocs Olímpics d'Estiu de 1984 celebrats a Los Angeles en la prova de 100 km contrarellotge per equips. Com a professional destaca el campionat d'Itàlia de ciclocròs de 1989.
El seu germà Maurizio també fou ciclista professional.

## Palmarès
- 1984
  -  Medalla d'or als Jocs Olímpics d'Estiu de 1984 en la prova de contrarellotge per equips, amb Marco Giovannetti, Eros Poli i Marcello Bartalini
- 1985
  - 1r a la Coppa Varignana
  - Vencedor d'una etapa al Baby Giro
- 1989
  -  Campió d'Itàlia en ciclocròs
- 1996
  - 1r al Giro de la Vall d'Aosta

### Resultats al Giro d'Itàlia
- 1986. Abandona (6a etapa)
- 1987. Fora de control (8a etapa)
- 1988. 89è de la classificació general